# Nanocnide
Nanocnide es un género botánico con 5 especies de plantas de flores perteneciente a la familia Urticaceae.

## Especies seleccionadas
- Nanocnide closii
- Nanocnide dichotoma
- Nanocnide japonica
- Nanocnide lobata
- Nanocnide pilosa